# Emilie Stahl
Emilie Stahl, auch Emily Stahl, gen. Minni Stahl, (*  26. September 1921 in Hallein; † 8. November 2003 in Bremen) war eine deutsche Hochschullehrerin und Rektorin der Hochschule für Sozialpädagogik und Sozialökonomie Bremen (HfSS).

## Biografie

### Familie, Ausbildung und Beruf
Stahl war die Tochter von Friedrich Kruse, Missionar in Togo und Pfarrer und von der Lehrerin Emilie Kruse. Sie hatte vier Geschwister.

Von 1925 bis 1935 wohnte die Familie in der Steiermark. 1935 wurde der Vater in Ahrensburg in Holstein Pfarrer. Sie besuchte nach der Grundschule die Oberschule. Danach studierte sie Psychologie und unterrichtete zeitweise an einer Volksschule. 1943 arbeitete sie in der Erziehungsberatungsstelle in Posen.

Nach der Flucht wurde sie im August 1945 interniert und nach Österreich umgesiedelt. In Wels in Oberösterreich war sie Lehrerin am Realgymnasium. 1947 promovierte sie zum Dr. phil. mit der Dissertation Charakterproblem und Charaktererziehung.
1947 wurde sie Angestellte einer deutschen Hilfsgemeinschaft, als Betreuerin der Kinder und Jugendlichen und der Kindergärten in den Gemeinschaftswohnanlagen von Hamburg. 1948 erhielt sie einen Lehrauftrag für Psychologie am Pädagogischen Institut in Weilburg. 1949 studierte sie für einige Monate im Child-Study-Program in Maryland (USA). Danach  war sie am Pädagogischen Institut in Seeheim-Jugenheim in Hessen. Im Februar 1952 bestand sie dort das erste Staatsexamen als Lehrerin. Zugleich war sie Mitarbeiterin des Education-Service-Center (später Zweigstelle des Hessischen Lehrerfortbildungswerks). 1951 wurde sie Vorsitzende der Landesarbeitsgemeinschaft für Erziehungsberatung in Hessen. Von 1953 bis 1957 leitete sie die Erziehungsberatungsstelle in Wiesbaden.
Sie heiratete den stellvertretenden Leiter des hessischen Landesjugendamtes und späteren (1962–1985) Bremer Senatsdirektor Günter Stahl (SPD); beide waren kinderlos. 1957 zogen beide nach Bremen, da ihr Mann dort Jugendamtsleiter wurde. Sie wurde 1958 Vorsitzende des Pestalozzi-Fröbel-Verbandes, der ab 1962 seine Geschäftsstelle in Bremen hatte.
1959 war Stahl Gründungsdirektorin der Bremer Fachschule für Sozialberufe. Unter ihrer Führung wurde 1968 daraus die Sozialakademie und 1970 die Hochschule für Sozialpädagogik und Sozialökonomie, die dann 1982 als Fachbereich Sozialwesen Teil der Hochschule Bremen wurde (heute in der Fakultät Gesellschaftswissenschaften). Sie wurde 1987 pensioniert.

### Bundesweite Aktivitäten
Sie war ab 1970 die erste Frau im 1966 gegründeten Deutschen Bildungsrat und trat als Expertin für vorschulische Pädagogik für die gesellschaftliche Anerkennung des Erzieherberufs ein. Bei einer Konferenz der Weltorganisation für frühkindliche Erziehung und Bildung sprach sie sich in ihrem Bericht gegen einen Schulbeginn mit fünf Jahren aus und für eine dreijährige Ausbildung der Erzieher an Fachschulen mit einem anschließenden zweijährigen Berufspraktikum und eine vierjährige Ausbildung von Sozialpädagogen an Höheren Fachschulen.

Sie war Mitglied in einem Ausschuss für Sonderpädagogik der Vorschläge zur gemeinsamen Erziehung von Behinderten und Nichtbehinderten Kindern machte.
Der 2. Familienbericht der Bundesregierung von 1974 zum Thema Familien und Sozialisation – Leistungen und Leistungsgrenzen hinsichtlich des Erziehungs- und Bildungsprozesses der jungen Generation wurde von einer achtköpfigen Sachverständigenkommission erarbeitet, der sie angehörte.

## Ehrungen
- Der Emilie-Stahl-Preis in Bremen wurde nach ihr benannt.

## Werke
- Zur Situation der Vorschulerziehung. Schriften des Pestalozzi-Fröbel-Verbandes, 1968